# Шовнаявр
Шовнаявр (также Вуэнни-Яур) — пресноводное озеро в Мурманской области России, находится на территории Кольского района.
Расположено на северо-западе области, к югу от Урдозера, в левобережье верхнего течения реки Тулома, в 47 километрах к юго-западу от Мурманска. Находится на высоте 110,6 метра над уровнем моря. Форма озера вытянутая в меридиональном направлении, максимальная длина — около 5,6 км, ширина в средней части достигает 1,9 км. Имеется несколько островов у северо-западного берега, у северного берега — торчащие над водой камни, в южной части отмели. Площадь озера — 6,63 км². 
Через озеро протекает река Шовна, которая впадает на севере и вытекает на юге, впадая далее в Тулому. Озеро Малый Шовнаяврш стекает в Шовнаявр через ручей на западе. Западный и северный берега низкие, восточный более высокий, преимущественно покрытый смешанным берёзово-сосновым лесом.
Озеро богато рыбой, в нём обитают сиг, щука, окунь, кумжа, налим.
Код водного объекта в государственном водном реестре — 02010000411101000002421.